# Vestnes
Vestnes ist ein Ort und eine Kommune des norwegischen Fylke Møre og Romsdal, etwa 500 Kilometer nordwestlich von Oslo. Das Verwaltungszentrum der Kommune ist Vestnes. Weitere größere Orte sind Tomrefjord und Tresfjord an den gleichnamigen Fjorden, an denen der Großteil der Bevölkerung wohnt.
Die Kommune dehnt sich inklusive des Romsdalsfjords von Nord bis Süd um 26,4 Kilometer, von Ost bis West um 31,8 km aus. Die höchste Erhebung war der 1434 Meter hohe Lauparen. Zur Gemeinde gehört die östlich vor Vestnes gelegene Insel Feøya.
Benachbarte Kommunen sind Haram, Midsund, Molde, Ørskog, Rauma, Skodje und Stordal.
Einer der wichtigsten Industriezweige und Hauptarbeitgeber der Kommune ist der Schiffbau, welcher auf einer langen Tradition beruht. Heutzutage verarbeiten die kleinen, aber modernen Werften Stahl und Aluminium, vor 30 Jahren fast ausschließlich Holz.
Seit 2015 überbrückt die Tresfjordbrücke südlich des Orts Vestnes den Tresfjord.

## Sehenswürdigkeiten
- Der Juanfoss ist ein Wasserfall direkt an der Straße von Sessetra nach Daugstad.
- Das Gravfelt, ein Gräberfeld mit mehreren Grabhügeln auf Krogneset.
- Das Landbruksmuseet, ein Landwirtschaftsmuseum in Gjermundnes.
- Der Skiparstod, eine Bootsanlegestelle der Wikinger nördlich der Tresfjord Kirke am Tresfjord.
- Das Tresfjord Museum, ein Freilichtmuseum mit Häusern ab 1650.
- Die 1828 erbaute, achtkantige Kreuzkirche Tresfjord Kirke am Tresfjord.
- Die 1866 erbaute Langkirche Fiksdal Kirke in Fiksdal.
- Die 1872 erbaute hölzerne Langkirche Vestnes Kirke in Vestnes.
- Die 1970 erbaute Langkirche Vike Kapell in Vikebugd.